# Архипов, Михаил Николаевич
Михаи́л Никола́евич Архи́пов (16 (28) ноября 1885, Гельсингфорс, Великое княжество Финляндское — 10 февраля 1972, Хамина, Финляндия) — полковник Российской императорской армии, участник Первой мировой войны и Гражданской войны в России. После Октябрьской революции первое время служил в РККА. В дальнейшем присоединился к Белому движению, после поражения которого эмигрировал в Финляндию, где стал военным писателем. Кавалер ордена Святого Георгия 4-й степени и Георгиевского оружия.

## Биография
Родился 16 ноября 1885 года в Гельсингфорсе в Великом княжестве Финляндском в дворянской семье.
В 1903 году окончил 1-й кадетский корпус и 1 октября того же года зачислен юнкером в Павловское военное училище. 22 апреля 1905 года окончил училище с производством в чин подпоручика в лейб-гвардии Измайловский полк. В 1908 году окончил Санкт-Петербургский археологический институт. 6 декабря 1909 года произведён в поручики со старшинством с 22 апреля 1909 года. В 1911 году окончил Николаевскую военную академию по 1-му разряду с причислением к Генеральному штабу и 7 мая того же года «за отличные успехи в науках» произведён в штабс-капитаны. С 1 ноября 1911 года по 1 ноября 1913 года отбывал цензовое командование в должности командира роты в лейб-гвардии Измайловском полку. 26 ноября 1913 года переведён в Генеральный штаб с переименованием в капитаны и назначен помощником старшего адъютанта штаба Омского военного округа. 15 апреля 1914 года назначен старшим адъютантом штаба 4-й Финляндской стрелковой бригады.
Принял участие в Первой мировой войне. За мужество в боевой обстановке при выполнении приказаний своего начальства приказом командующего 11-й армией, Высочайше утверждённым 21 ноября 1915 года, награждён Георгиевским оружием. 16 августа 1915 года назначен исправляющим должность штаб-офицера для поручений при штабе 22-го армейского корпуса. 10 апреля 1916 года «за отлично-ревностную службу и особые труды, вызванные обстоятельствами текущей войны» произведён в подполковники с утверждением в должности. Летом 1916 года во время наступления 7-й армии на Галич временно исправлял обязанности начальника штаба 22-го армейского корпуса, причём лично участвовал в разведывательных действиях для подготовки плана операции, за что приказом командующего 7-й армией, утверждённым приказом армии и флоту от 25 мая 1917 года, награждён орденом Святого Георгия 4-й степени. 4 февраля 1917 года назначен исправляющим должность начальника штаба 6-й Финляндской стрелковой дивизии. 15 августа 1917 года получил чин полковника. Назначен начальником штаба 22-го армейского корпуса. По состоянию на октябрь 1917 года состоял командующим войсками Казанского военного округа.
После Октябрьской революции вступил в РККА и с 30 января (по другим данным — с апреля) 1918 года состоял заведующим слушателями Академии Генерального штаба. После июля 1918 года эмигрировал в Финляндию и далее — в Швецию. Принял участие в Белом движении. Осенью 1918 года командующим войсками Северной области генерал-майором Марушевским назначен руководить стокгольмской вербовочной комиссией в Северную армию. 14 мая 1919 года приехал в Мурманск, состоял в резерве чинов при штабе командующего войсками Северной области. 1 июня того же года назначен начальником штаба командующего войсками Мурманского военного района. После капитуляции Северной армии в конце февраля 1920 года бежал в Финляндию, где первоначально оказался в лагерях Лахти и Хермола; в 1921 году стал представителем генерала Врангеля.
В эмиграции руководил объединением лейб-гвардии Измайловского полка, состоял представителем РОВС в Финляндии. Писал статьи по военной тематике и с 1969 года сотрудничал с журналом «Военная быль». С 1935 года жил в Хельсинки; скончался 10 февраля 1972 года в Хамине, Финляндия.

## Награды
Михаил Николаевич Архипов был удостоен следующих наград:
- орден Святого Георгия 4-й степени (25 мая 1917)
 — «за то, что, состоя штаб-офицером для поручений при штабе 22 армейского корпуса, в период боев с 7 по 23 августа 1916 года, за все время Галичской операции, исправляя должность начальника штаба корпуса, на основании его смелых разведок, с личной опасностью для жизни, под действительным огнем противника, составил, по указанию командира корпуса, план операции и, подвергая свою жизнь явной опасности, неустанными наблюдениями в бою и с полным пренебрежением к смерти, способствовал полному успеху корпуса»[8][13];
- Георгиевское оружие (21 ноября 1915)
 — «за то, что будучи старшим адъютантом штаба 4-й стрелковой Финляндской дивизии, в бою 7 мая 1915 года, у д. Гай-Нижнее, под сильным огнем противника неоднократно был посылаем начальником дивизии для выяснения обстановки на фронте. Своевременно выясненная обстановка дала возможность начальнику дивизии принять соответствующие меры в достижении поставленной задачи — закреплению на намеченной новой позиции»[7][13];
- орден Святой Анны 2-й степени с мечами (16 сентября 1916);
- орден Святой Анны 4-й степени с надписью «За храбрость» (14 июля 1915);
- орден Святого Станислава 2-й степени с мечами (25 апреля 1916);
- орден Святого Владимира 3-й степени с мечами (Постановление Временного правительства Северной области от 1 декабря 1919)[4].

## Семья
Михаил Архипов был женат на Лидии Павловне Ульяновой; в семье был один ребёнок — дочь. Сестра жены была жената на командире пехотной бригады, полковнике Арвиде Гильбихе. В доме Архииповых в Фридрихсгам бывали представители элиты города и родственники миллионера К. К. Аладьина — брата тёщи Архипова О. К. Ульяновой, жившей в его доме.

## Комментарии
1. ↑  Со старшинством с 7 мая 1911 года.
2. ↑  Один из таких эпизодов, приведших к награждению орденом Святого Георгия, Михаил Николаевич Архипов описал в своей статье — Бой на Златой Липе Тоустобабы-Хорожанка 26 августа 1916 года // Военная быль. — 1970. — Март (№ 103). — С. 20—21.